# Tears Dry on Their Own
"Tears Dry on Their Own" is een nummer van de Britse zangeres Amy Winehouse. Het nummer verscheen op haar album Back to Black uit 2006. Op 13 augustus 2007 werd het nummer uitgebracht als de vierde single van het album.

## Achtergrond
"Tears Dry on Their Own" is geschreven door Winehouse zelf, maar de muziek is nagespeeld uit het nummer "Ain't No Mountain High Enough" van Marvin Gaye en Tammi Terrell, geschreven door Ashford & Simpson, die daardoor ook voor dit nummer als co-auteurs zijn opgeschreven. Oorspronkelijk was het nummer opgenomen als rustige ballad; onder de titel "Tears Dry" verscheen deze versie op het album Lioness: Hidden Treasures uit 2011, dat kort na het overleden van Winehouse werd uitgebracht.
De videoclip van "Tears Dry on Their Own" werd opgenomen in Los Angeles op 22 mei 2007 en is geregisseerd door David LaChapelle. In de video is Winehouse afwisselend te zien in haar hotelkamer en wandelend over Hollywood Boulevard. Op straat schenkt ze geen aandacht aan wat er om haar heen gebeurt, en in haar hotelkamer liggen lege flessen en opgerookte sigaretten.
"Tears Dry on Their Own" werd de vierde single van Back to Black die in het Verenigd Koninkrijk de top 40 behaalde, met een 16e plaats als hoogste notering. Tevens behaalde het de zesde plaats in de Britse R&B-lijsten. In de Verenigde Staten bereikte het enkel de veertigste plaats in de R&B-lijst en werd de Billboard Hot 100 niet gehaald. In Nederland en Vlaanderen kwam het ook niet in respectievelijk de Top 40 en de Ultratop 50 terecht, met een veertiende en derde plaats in de Tipparade als hoogste noteringen. Na het overlijden van Winehouse op 23 juli 2011 keerde de single terug in de Europese hitlijsten, met een 27e plaats in het Verenigd Koninkrijk en een eenmalige 100e plaats in de Nederlandse Single Top 100 in de week van 30 juli. In 2015 kwam het nummer voor in de documentaire Amy over het leven en overlijden van Winehouse en verscheen het op de soundtrack van de film.

## NPO Radio 2 Top 2000
| Nummer met noteringen in de NPO Radio 2 Top 2000 | '15 | '16 | '17 | '18 | '19 | '20  | '21  | '22  | '23  | '24 |
| ------------------------------------------------ | --- | --- | --- | --- | --- | ---- | ---- | ---- | ---- | --- |
| Tears Dry on Their Own                           | 965 | 859 | 940 | 798 | 972 | 1067 | 1022 | 1140 | 1197 | 869 |

1. ↑  Een vetgedrukt getal geeft de hoogste notering aan.
2. ↑  2015 was het eerste jaar met een notering voor dit nummer.